# ويلفريد هولرويد
ويلفريد هولرويد (بالإنجليزية: Wilfred Holroyd)‏ (14 ديسمبر 1877 – 3 نوفمبر 1961) هو ملاكم من المملكة المتحدة راحل، مثّل بلاده في الألعاب الأولمبية الصيفية 1904.

## روابط خارجية
ويلفريد هولرويد على موقع أوليمبيديا (الإنجليزية)
- ويلفريد هولرويد على موقع اللجنة الأولمبية البريطانية (الإنجليزية)